# Cretoxyrhina
Cretoxyrhina is een geslacht van uitgestorven haaien uit de orde van de makreelhaaien die leefde in het Krijt. De typesoort is Cretoxyrhina mantelli.
Cretoxyrhina was ongeveer zes meter lang. De tanden waren tot zeven centimeter lang en afgaand op het uiterlijk, dat vergelijkbaar is met dat van een moderne witte haai, was Cretoxyrhina een actieve haai die in staat was snel te zwemmen. Het was een van de grootste haaien van zijn tijd en de toppredator van de zeeën. Fossielen wijzen er op dat het een groot aantal soorten zeedieren at, waaronder mosasauriërs, plesiosauriërs, zeeschildpadden en grote vissen.
Fossielen van deze haai zijn gevonden in de Verenigde Staten (Colorado, Kansas), Canada (Saskatchewan), Rusland en Jordanië en dateren van ongeveer 100 tot 82 miljoen jaar geleden. De fossielen bestaan voornamelijk uit tanden, hoewel op sommige locaties ook delen van het skelet bewaard zijn gebleven.